# Pierre Woodman

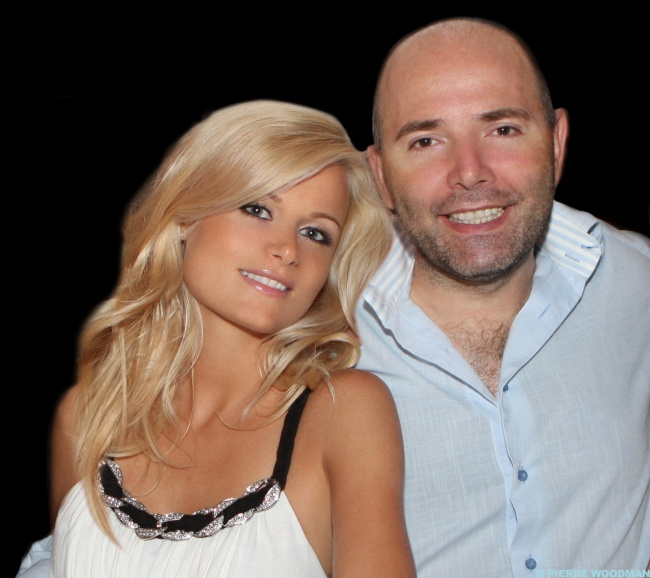
Pierre Woodman mit der Pornodarstellerin Sophie Paris, 2010

Pierre Woodman (* 29. April 1963 in der Auvergne) ist ein französischer Fotograf und Regisseur von Pornofilmen. Seit seinem Debüt in der Pornobranche 1993 ist er einer ihrer produktivsten Fotografen und Regisseure und hat durch seine Arbeit für die großen Pornografie-Produzenten Private und Hustler sowohl große Bekanntheit als auch ein beträchtliches Vermögen erlangt.

## Leben
Das Pseudonym Woodman geht schon auf Woodmans Jugend zurück, in der er so gut auf Bäume klettern konnte, dass ihm seine Freunde den Spitznamen l’homme du bois (Waldmann) verpassten. Als er mit 18 Jahren zum Militär ging, wählte er dann als Codenamen Woodman. Dass dieser Name im Englischen auch eine sexuelle Nebenbedeutung hat (wood bedeutet im Slang so viel wie Erektion), wurde ihm erst viel später bewusst.
Mit 20 Jahren ging Woodman, mittlerweile in Paris, zur Polizei. 1986 verließ er die Polizei wieder und wurde zunächst Studiofotograf für den französischen Fernsehsender TF1, 1988 dann Fotograf für Modemagazine. 1989, mit 26 Jahren, wurde er Fotoreporter für die französische Zeitschrift Hot Vidéo, die über die Pornoszene berichtet. 1990 kam es anlässlich einer Reportage für Hot Vidéo zur Begegnung mit Berth Milton sr. und Berth Milton jr. von der  Private Media Group. Woodman arbeitete mit dem Private-Regisseur Michel Ricaud zusammen, den er schon früher kennengelernt hatte, und castete Darstellerinnen für ihn. 1992 schloss Woodman einen Exklusivvertrag mit Private und fotografierte Hardcore-Bilderstrecken für deren pornografische Magazine wie Private. 1993 folgte die Regie des ersten Pornovideos. Nach Ricauds Tod im Jahre 1994 wurde Woodman zum Top-Regisseur von Private.
Woodman produzierte immer aufwändigere Filme für Private, die er an exotischen Schauplätzen wie Bali, Ägypten oder Südafrika drehte. Sein Film The Tower von 1994 kam erstmals in drei Teilen auf den Markt. Weitere Großproduktionen waren u. a. The Pyramid von 1996 (mit dem bis dahin für eine Pornoproduktion unvorstellbaren Budget von 1,2 Millionen Dollar) und Tatiana von 1997. Die Filme, von Private massiv beworben, waren sehr populär und wurden auch regelmäßig mit einschlägigen Branchenpreisen wie dem Hot d’or bedacht.
Woodmans Erfolg wurde so groß, dass er drohte, den Markennamen Private zu überstrahlen. 1999, auf dem Höhepunkt seines Erfolges, wechselte er mit einem Vertrag über 5 Mio. Dollar zu Larry Flynts Hustler-Imperium, für das er fortan fotografierte und Filme drehte. Nach fünf Jahren beendete er die Zusammenarbeit mit Hustler und kehrte 2005 wieder zu Private zurück, für die er den dreiteiligen Film Sex City (eine Pornoadaption des Films Sin City) produzierte. Ende 2006 gründete Woodman seine eigene Produktionsfirma Woodman Entertainment, die in der Folge die Darstellerinnen Caylian Curtis, Divinity Love und Nessa Devil mit Exklusivverträgen verpflichtete und im Mai 2007 die ersten Filme auf den Markt brachte.

## „Markenzeichen“
„Markenzeichen“ der Fotos und Filmproduktionen Woodmans sind die meistens unbekannten jungen Darstellerinnen. Während er sich bei den männlichen Darstellern in der Regel auf bewährte Darsteller verlässt, die immer wieder zu sehen sind, ist er ständig auf der Suche nach neuen Darstellerinnen. Meistens sind diese aus Ungarn, Russland, der Ukraine oder den baltischen Staaten. Potenzielle neue Darstellerinnen werden ihm von Agenturen empfohlen, die für ihn arbeiten, oder von anderer Seite. Das Casting-Gespräch wird von ihm persönlich, meist mit Hilfe einer Dolmetscherin, durchgeführt. Er nimmt diese Casting-Termine, bei denen die Darstellerinnen auch nackt gezeigt werden, auch auf Video auf und hat damit neben den Filmproduktionen eine zweite Video-Serie im „Gonzo“-Stil etabliert, die unter verschiedenen Titeln bei Private und Hustler über 60 Ausgaben mit jeweils sieben oder acht Casting-Gesprächen erreicht hat. Woodman hat bei diesen Castings oft auch selbst Geschlechtsverkehr mit seinen neuen Darstellerinnen. Über ein Casting-Gespräch lernte Woodman 1994 in Riga auch die Darstellerin Tania Russof kennen, die von Private in den Folgejahren zum Star aufgebaut wurde (u. a. in The Pyramid, The Gigolo, Tatiana) und Woodman auch heiratete, sich 2000 aber wieder scheiden ließ und die Pornobranche verließ.
Ein weiteres „Markenzeichen“ Woodmans ist der obligatorische Analverkehr in seinen Fotos und Filmen, der von praktisch jeder Darstellerin verlangt wird. So enthält beispielsweise Teil 44 von Woodman Castings X (2003) einen der ersten Auftritte des tschechischen Fotomodells Anetta Keys als Pornodarstellerin und die einzige bekannte Analsexszene ihrer Laufbahn.

## Kontroversen
Woodman wurde verschiedentlich vorgeworfen, die Rechte der Darstellerinnen zu verletzen und sie zu Handlungen zu zwingen. So sagt Gina Gerson in ihrem ersten Video mit Woodman mehrfach Nein und weint, während dieser Analsex mit ihr hat. Teilweise würden die Darstellerinnen unter Vorwänden zum Casting eingeladen und dann unter Druck gesetzt, um sexuellen Handlungen zuzustimmen.
Woodman bestreitet die Vorwürfe von Missbrauch.

## Auszeichnungen
- 1997: Hot d’or, Meilleur réalisateur européen / Best European Director (für The Pyramid)
- 1998: Hot d’or, Meilleur réalisateur européen / Best European Director (für Tatiana)
- 2001: Hot d’or, Meilleur réalisateur / Best Director (für Madness)
- 2006: FICEB Award Ninfa del público al mejor director / Public’s Award for Best Director
- 2007: AVN Award, Best Director Foreign Release (für Sex City)[11]